# Costa rusa del mar Negro

Extensión de la costa desde Ádler a Anapa

La costa del mar Negro o de Circasia (Черноморское побережье России en ruso; transl.: Chernomorskoie Poberezhie Rossii) es un área costera rusa localizada al nordeste del mar Negro, en el krai de Krasnodar y se extiende desde Anapa (al norte) hasta Ádler (al sur). El litoral abarca las localidades de Tuapse y Sochi.

## Historia
En 1829, durante el Imperio ruso, el litoral pasó a formar parte de Rusia como resultado de la guerra del Cáucaso y el conflicto ruso-turco. Sin embargo, los circasianos jamás reconocieron la soberanía sobre su territorio histórico alegando que nunca formaron parte del Imperio otomano. De ahí, la oposición al establecimiento de avanzadillas rusas a lo largo de la costa y del interior durante la guerra.
En 1836 se produjo un conflicto diplomático entre los imperios ruso y británico debido a que estos últimos proporcionaron armamento y munición a los circasianos. Este conflicto fue conocido como: la Misión de la Zorra.